# Visió fotòpica

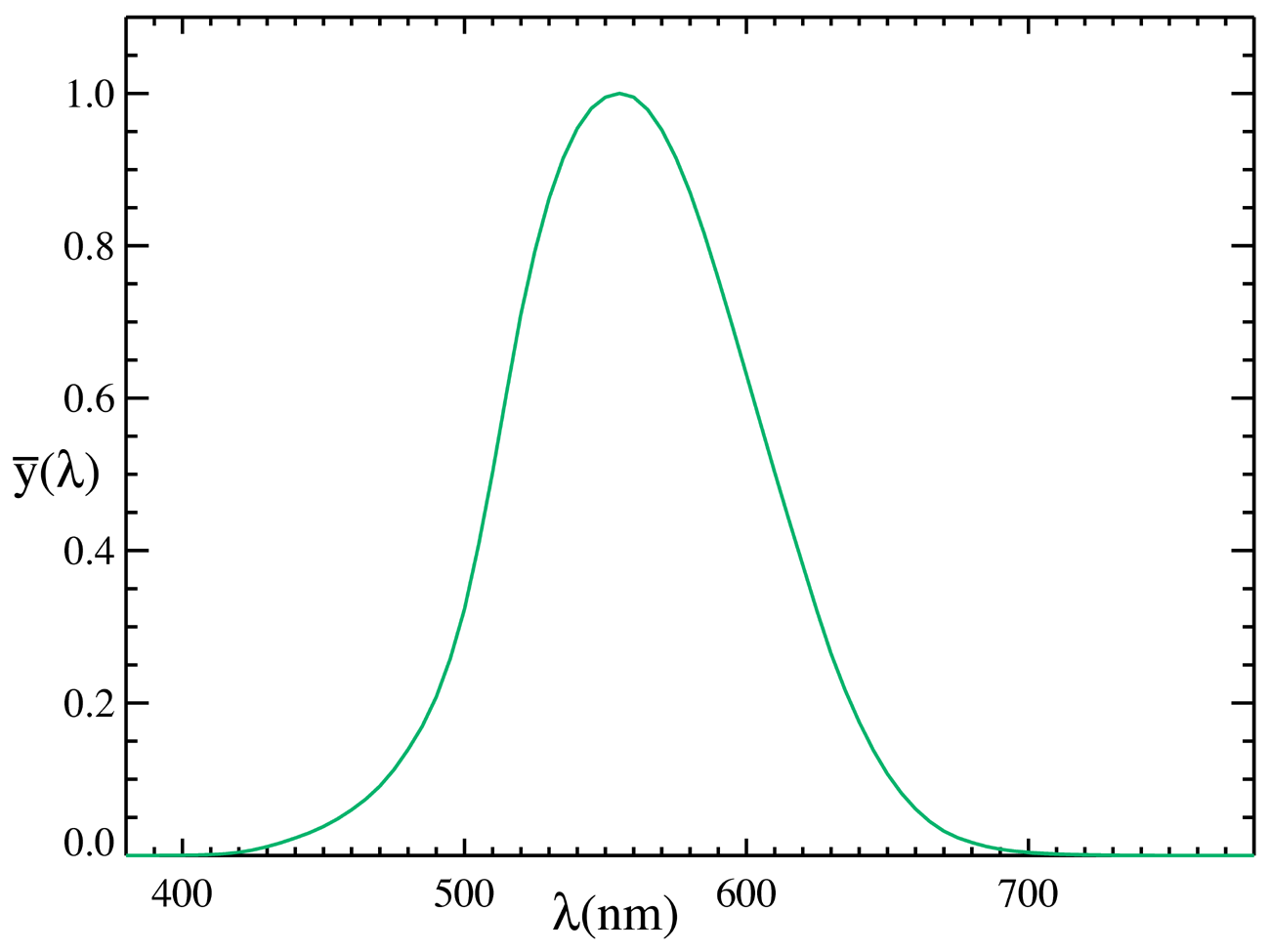
La funció de lluminositat fotòpica (CIE 1931), en l'eix horitzontal representa la longitud d'ona en nm i en vertical la sensibilitat.

La visió fotòpica o "diürna" és la visió que té lloc amb bones condicions d'il·luminació (a plena llum del dia). Aquesta visió possibilita la correcta interpretació del color per l'ull.
- Està basada en la resposta dels cons, un dels dos tipus de fotoreceptors de la retina (cons i bastons). Els cons són molt menys sensibles a la llum que els bastons, pel que només s'activen quan els nivells d'il·luminació són prou elevats. En ser més abundants a la fòvea, es caracteritza per una bona profunditat de camp i, per tant, per una remarcable agudesa. L'agudesa visual, és a dir, la percepció de detalls fins en les imatges, és superior en aquest tipus de visió. Com és dit, és degut al dens empaquetament dels cons a la fòvea i a les sortides de diversos bastons adjacents, que solen convergir a una única neurona, el que augmenta la sensibilitat a la intensitat lluminosa d'aquest tipus de cèl·lules, però que redueix la seva capacitat de resoldre detalls.

Amb aquest tipus de il·luminació, la percepció es concentra instintivament a l'eix de la retina, on es troben els cons. Per explorar una imatge gran, l'ull es va desplaçant constantment i instintivament d'una zona a una altra.
Existeixen tres tres tipus de cons, els quals tenen uns fotopigments amb una corba característica d'absorció, respecte la longitud d'ona. Aquest fet constitueix el punt de partida fisiològic per a la percepció del color.
- Blaus, que representen entre el 2% i el 7% dels cons totals. També són coneguts com a «cons S» (sensibles a la longitud d'ona curta, que és blava).
- Verds, que representen el 32% dels cons totals. També són coneguts com a «cons M» (sensibles a la longitud d'ona mitjana, que és verda).
- Vermells, que representen el 64% dels cons totals. També són coneguts com a «cons L» (sensibles a la longitud d'ona llarga, que és vermella).

L'ull humà utilitza visió escotòpica en condicions de poca llum, i visió mesópica en condicions intermèdies.
Tot i que acostumen a produir-se en un entorn de tipus "nocturn" amb poca llum, la visió del cinema, la televisió, el vídeo i les projeccions, en general, és fotòpica, ja que la seva intensitat lluminosa cau en aquesta zona. A més, en tractar-se d'una visió voluntària, intervenen els mecanismes de moviment de l'ull per seguir una imatge gran i això fa que afecti més la zona de la retina propera a la fòvea, on hi ha els cons.